# 東浦インターチェンジ
東浦インターチェンジ（ひがしうらインターチェンジ）は、兵庫県淡路市浦にある神戸淡路鳴門自動車道の準直結Y型のインターチェンジである。IC本線上には東浦BSが設置されている。上り線にのみ「淡路島国際公園都市」の副名が付けられていたが、2021年の標識更新時に除去されている。
2023年（令和5年）4月3日から料金所がETC専用になっている。

## 道路
- E28 神戸淡路鳴門自動車道（5番）

直接接続
- 兵庫県道460号野島浦線

間接接続
- 国道28号（インター出口を左折後、すぐ）

## 周辺
- 道の駅東浦ターミナルパーク
- 浦県民サンビーチ
- 淡路市役所東浦支所
- 東浦サンシャインホール
- 国営明石海峡公園・淡路夢舞台

## 東浦バスストップ
東浦バスストップ（ひがしうらバスストップ）とは、兵庫県淡路市浦の神戸淡路鳴門自動車道東浦インターチェンジ本線上にあるバス停留所である。
時刻表やバス停ポールには東浦インターチェンジと表記されている。
バスストップに乗車券売り場はない。また、乗り入れるほとんどのバスがクローズドドアシステムになっている。

### 発着バス
交通系ICカードは神戸市内発着路線で利用可能（みなと観光バスはPiTaPa利用不可）

#### クローズドドアシステム路線
- 淡路交通・神姫バス・西日本JRバス・本四海峡バス共同運行
  - 高速舞子・学園都市駅・神戸三宮・新神戸駅・神戸空港
    - ■快速・■■各停・■観光アクセス（かけはし洲本温泉号のみ）タイプ停車停留所。
    - ■観光アクセスタイプは淡路IC - 津名港間でクローズドドアシステム非対象区間。
- みなと観光バス単独運行
  - 淡路島線　三ノ宮
- 関西空港交通・南海バス・徳島バス・本四海峡バスの共同運行
  - 関西国際空港

#### その他の路線
- 淡路交通
  - 舞子・福良線（■各停タイプ） 福良-高速舞子

### 接続交通機関
有料駐車場が設置されているが、付近にはバス路線が無いため、利用者はバスストップまで車などで来る必要がある。

### 注意
東浦バスターミナル（道の駅東浦ターミナルパーク）とは別地点であるので注意（双方とは2km弱離れている）。

## 料金所

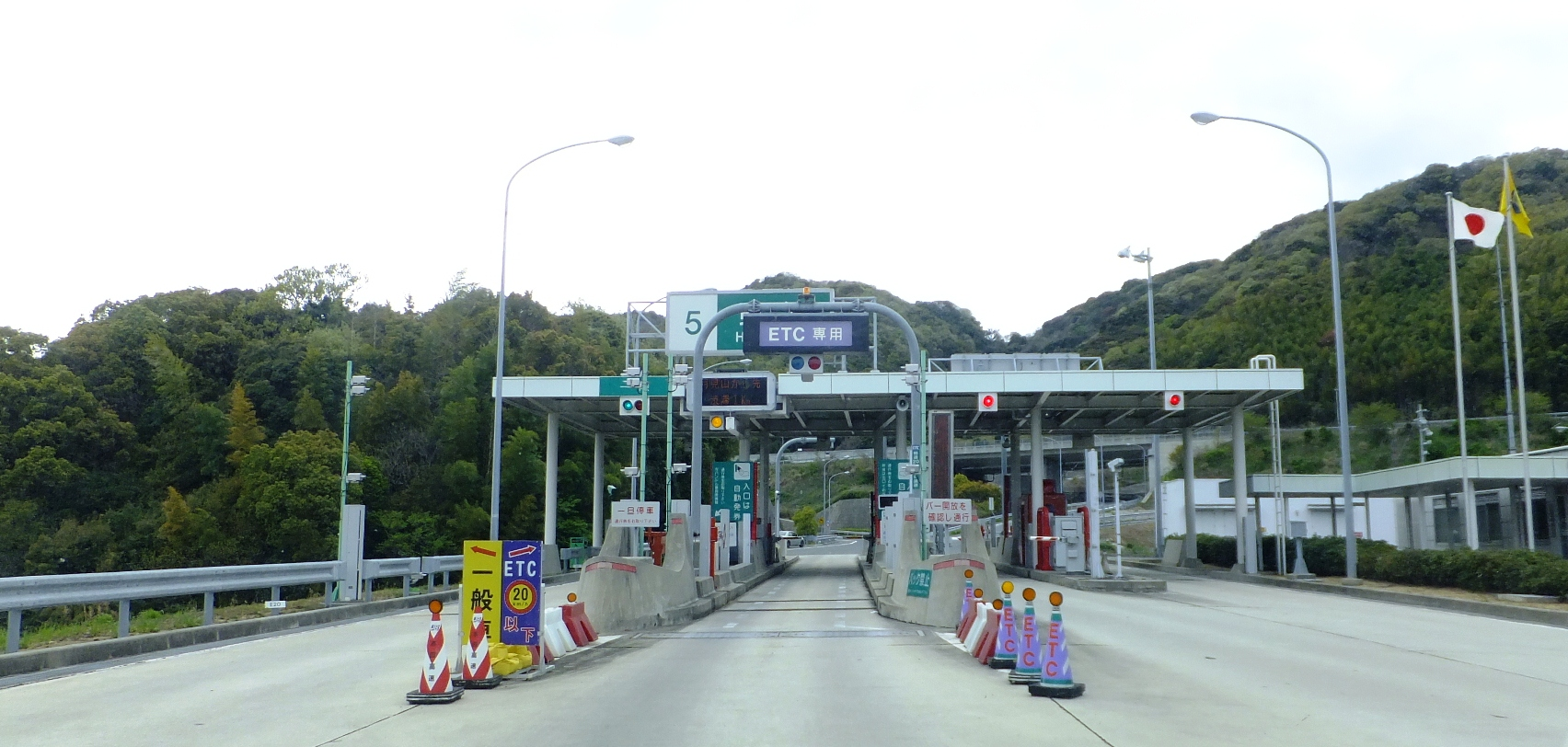
料金所

### 入口
- ブース数:2
  - ETC専用:1
  - サポート:1

### 出口
- ブース数:2
  - ETC専用:1
  - サポート:1

## 隣
E28 神戸淡路鳴門自動車道
(4)淡路IC/BS/SA/淡路北スマートIC - (5)東浦IC/BS - 仁井BS - (6)北淡IC/BS